# Shari Benstock
Shari Gabrielson Goodmann (2 de diciembre de 1944-26 de mayo de 2015), que publicó bajo el nombre de Shari Benstock, fue Jefa del departamento de inglés y decana adjunta de asuntos internos en la Universidad de Miami, además de académica literaria feminista. Se especializó en el modernismo literario y en Edith Wharton.

## Trayectoria
Nació en San Diego en 1944, hija de Dana y Myrl (Barth) Gabrielson. Creció en Iowa y se educó en el Luther College, la Drake University y la Universidad Estatal de Kent.
Fue editora de la revista, fundada por Germaine Greer, Tulsa Studies in Women's Literature (Estudios de Tulsa en Literatura Femenina), desde 1983 hasta 1986. Con Celeste Schenck, estableció "Reading Women Writing" en Cornell University Press, una de las primeras series de libros dedicadas a la escritura de mujeres y la erudición feminista. En 1986 publicó Mujeres de la "rive gauche", París 1900-1940, que explora las trayectorias y las obras de mujeres estadounidenses, inglesas y francesas que vivían entre los literatos expatriados de París. Entre ellas, Gertrude Stein, Alice B. Toklas, Sylvia Beach, Adrienne Monnier, Djuna Barnes, Natalie Barney, Hilda Doolittle y Bryher.

### Universidad de Miami
En 1986, dejó la Universidad de Tulsa por la Universidad de Miami, donde fue miembro de la facultad hasta 2006. Fundó el programa de Estudios de Género y de la Mujer de la Universidad de Miami y fue Jefe del departamento de inglés de dicha Universidad y decana asociada de asuntos de la facultad de la Facultad de Artes y Ciencias de la universidad.
Benstock se casó con Mel Shyvers, con quien tuvo un hijo, Eric. Tomó el apellido de su segundo esposo, Bernard Benstock, un estudioso de James Joyce, que murió en 1994. En 2004 se volvió a casar con Thomas Goodmann, profesor asociado de inglés en la Universidad de Miami. 
Murió en 2015.

## Obras
- Who's He When He's at Home: A James Joyce Directory, 1980 (con Bernard Benstock).
- Women of the Left Bank: Paris, 1900-1940, 1986.
- The Private Self: Theory and Practice of Women's Autobiographical Writings, 1988 (editora).
- Coping With Joyce: Essays from the Copenhagen Symposium, 1989 (editora con Morris Beja).
- “No Gifts from Chance”: A Biography of Edith Wharton, 1994 (editora).
- On Fashion, 1994 (editora con Suzanne Ferriss).
- La casa de la alegría de Edith Wharton,1994 (editora).
- Footnotes: On Shoes, 2001 (editora con Suzanne Ferriss).
- A Handbook of Literary Feminism, 2002 (conSuzanne Ferriss).